# Пісківська сільська рада (Козельщинський район)
Пісківська сільська рада — колишній орган місцевого самоврядування у Козельщинському районі Полтавської області з центром у селі Піски.

## Населені пункти
Сільраді були підпорядковані населені пункти:
- c. Піски
- с. Бутенки
- с. Йосипівка
- с. Книшівка